# Vararia pectinata
Vararia pectinata är en svampart som först beskrevs av Edward Angus Burt, och fick sitt nu gällande namn av D.P. Rogers & H.S. Jacks. 1943. Vararia pectinata ingår i släktet Vararia och familjen Lachnocladiaceae.   Inga underarter finns listade i Catalogue of Life.